# Уайтхолл-стрит
Уа́йтхо́лл-стрит (англ. Whitehall Street) — улица в Нижнем Манхэттене, Нью-Йорк. На юге улица является продолжением Саут-стрит; движение по южной части Уайтхолл-стрит является односторонним в северном направлении до пересечения с Перл-стрит. Выше перекрёстка движение также является односторонним, но в южном направлении. На севере улица начинается от пересечения Бродвея и Стоун-стрит, являясь продолжением первого.
Во времена Нового Амстердама улица называлась Марквелт (нидерл. Markvelt). Примерно в 1657 году на ней была построена двухэтажная резиденция генерал-губернатора Новых Нидерландов Питера Стёйвесанта Вступившие во владение городом британцы нарекли резиденцию в честь лондонского Уайтхолла (англ. White Hall). По ней улица и получила своё современное название. По указанию губернатора провинции Нью-Йорк Эдмунда Эндроса на южной оконечности Уайтхолл-стрит из дерева и камня был сооружён крупный мол полукруглой формы. Он служил хорошей защитой для кораблей вест-индийских торговцев. Улица активно используется водным транспортом и поныне: на ней расположен терминал паромной переправы Статен-Айленд Ферри.
На Уайтхолл-стрит расположен пересадочный узел Уайтхолл-стрит — Саут-Ферри (N, R, 1) Нью-Йоркского метрополитена.

## Галерея
- Пересечение Уайтхолл- и Бридж-стрит